# جواهر غير مصقولة (فلم)
جواهر غير مصقولة (بالإنجليزية: Uncut Gems) هو فيلم إثارة وجريمة أمريكي صدر عام 2019 من إخراج جوش وبيني صفدي (الأخوين صفدي)، الذي شارك في كتابة السيناريو مع رونالد برونشتاين. الفلم من بطولة آدم ساندلر، كيفن غارنيت، لاكيث ستانفيلد، جوليا فوكس، إيدينا منزل، و إيريك بوغوسيان. آدم ساندلر يلعب دور هوارد راتنر، صائغ مجوهرات مدمن للمقامرة في منطقة دياموند ديستريكت بمدينة نيويورك، حيث يتعين عليه استرداد جوهرة باهظة الثمن اشتراها لسداد ديونه. تم تصوير الفيلم في الفترة من سبتمبر إلى نوفمبر 2018.
تم عرض الفيلم لأول مرة في مهرجان كان السينمائي في 30 أغسطس 2019. الإصدار كان محدود في الولايات المتحدة في 13 ديسمبر 2019، قبل الإصدار العام في 25 ديسمبر، بواسطة A24. حصل الفيلم على إشادات من النقاد، بفضل سيناريو الفيلم، وإدارته، وتحريره، وأداء ساندلر، وتصوير داريوس خوندجي الذي تلقى الكثير من الثناء، واختاره المجلس الوطني للمراجعة كأحد أفضل عشرة أفلام لعام 2019، مع ساندلر أيضًا الفائز بجائزة أفضل ممثل.  أصبحت واحدة من أعلى إصدارات A24، حيث حققت 48.4 مليون دولار.

## القصة
في عام 2010، وقع حادث في منجم يديره عمال يهود إثيوبيون. في أثناء الفوضى الحاصلة، يسترجع عاملان عقيق أسود نادر من المنجم، ملتصق في قطعة من الصخر.
و في عام 2012، يدير هوارد راتنر Gems & Jewelry، وهو متجر في حي دياموند في نيويورك. مدمن بشدة على لعب القمار ويكافح باستمرار لسداد ديون القمار، بما في ذلك مبلغ 100 ألف دولار الذي يدين به لشقيقه أرنو. تنقسم حياته المنزلية بين زوجته المنفصلة دينا التي وافقت على الطلاق بعد عيد الفصح وعشيقته جوليا التي تعمل في متجره. في أحد الأيام، قام لاعب كرة السلة كيفين غارنيت بزيارة المتجر وأثناء الزيارة، يتلقى هاوارد قطعة الصخرة التي تحتوي على العقيق، ويعتزم بيعها بالمزاد العلني بسعر يقدر بمليون دولار. و قام بعرضه لجارنيت، الذي أصبح مهووسًا ببهذه القطعة الثمينة من العقيق الأسود، مصراً على التمسك بها من أجل التوفيق في مباراته. يوافق هوارد على مضض، يقبل خاتم غارنيت كضمان.
مباشرة بعد رحيل غارنيت، رهن هوارد الخاتم وقام بوضع رهان على خاتم غارنيت. فاز بالرهان، لكن وقع في كمين أثناء حضوره لعرض مسرحي لإبنته في المدرسة من قبل أرنو وحراسه، فيل ونيكو. يكشف أرنو لهوارد أنه وضع حدا على الرهان، لأنه تم صنعه بأموال مستحقة له. قام فيل ونيكو بعد ذلك بتجريد هوارد من ملابسه وحبسه في صندوق سيارته، مما أجبره على الاتصال بـزوجته دينا للحصول على المساعدة. إتصل هاوارد بموظفه ديماني، الذي يشارك في حفل ملهى ليلي يستضيفه المغني الصاعد ويكند، و طلب أن يعرف مكان العقيق. يكشف ديماني أنه لا يملك العقيق وكذلك غارنيت، ذلك الأمر أغضب هوارد.استشاط هواردغضبًا عندما وجد جوليا و ويكند يتعاطيان الكوكايين في الحمام معًا، ظن هوارد أنهما كانا يمارسان الجنس. عاقب هوارد جوليا وقام بطردها من شقته رغم إصرارها على أنها بقت وفية له.
قام غارنيت بإرجاع العقيق وتقدم لشرائه مقابل 175000 دولار، ولكن هاوارد يرفض التقييم االمعطى. و قبل بدء المزاد، أصيب هوارد بإحباط بعد إكتشافه أن العقيق قد تم تقييمه بأقل من تقديراته. بشكل يائس، يقنع Gooey والد زوجته، بتقديم عرض على العقيق لرفع السعر، لكن الخطة تأتي بنتائج عكسية عندما ينسحب غارنيت مبكرًا ويفوز Gooey. يواجه أرنو وفيل ونيكو هوارد خارج المزاد ويستمرون في ضربه على وجهه و قاموا بتركه بعد إلقائه في نافورة. يعود هوارد إلى متجره بعد أن تعرض للضرب ومنكسر عاطفيا، لكن جوليا تقوم بمواساته وتهدئته، وتعود علاقتهما بشكل جيد كما كانت.
علم هوارد أن غارنيت لا يزال يرغب في شراء العقيق. يوافق هوارد على إتمام الصفقة، ولكن بدلاً من سداد ديونه على الفور، يصبح مهووسًا بالمراهنة على علاقة غارنيت بالعقيق. هوارد يعطي المال لجوليا، ويأمرها بوضع كل الرهان في المباراة التي يخوضها غارنيت في تلك الليلة. ركبت جوليا طائرة هليكوبتر متجه إلى موهيجان صن، بعد أن هربت بصعوبة من أرنو وفيل ونيكو، الذين أتوا لجمع الأموال. وهم غاضبين عندما علموا بما يتعلق بالرهان، وقاموا بتهديد هوارد بإلقائه من النافذة. يستجيب هوارد لمطالبهم، لكن قبل أن يتمكن من الاتصال بجوليا للعودة بالمال، يقوم بتعليق الهاتف و يعتذر. حاول الثلاثة اللحاق بجوليا ولكن قام هوارد بإحتجازهم داخل مكان مغلق بإحكام. ثم يراقب المباراة بشكل مثير، مع مشاهدة أرنو، في النهاية يفوز هوارد بالرهان محققا 1.2 مليون دولار.
بعدها يقوم هوارد بتحرير الثلاثة من المكان الذي احتجزهم فيه،وعلى الفور يطلق فيل النار على رأس هوارد. أرنو المذعور يعترض على ماقد فعله بيل و بعدها يحاول الهرب، لكن فيل يطلق النار ويقتله أيضًا. في هذه الأثناء، جوليا بسعادة غامرة تغادر إلى موهيجان صن مع المكاسب في طريق العودة إلى هاوارد، غير مدركة أنه قد قُتل، بينما قام فيل ونيكو بنهب المتجر بينما كان هوارد المتوفى ينزف على الأرض. تقوم الكاميرا بالتكبير ببطء في فتحة الرصاص، لتكشف عن uncut gem بالداخل.

## قائمة الممثلين
- آدم ساندلر في دور هوارد راتنر، صائغ في حي الماس الأمريكي اليهودي المدمن على لعب القمار
- جوليا فوكس بدور جوليا، موظفة هوارد وصديقته
- ايدينا منزل في دور دينا راتنر، زوجة هوارد
- ليكيث ستانفيلد بدور داني، مساعد هوارد
- كيفن غارنيت، لاعب بوسطن سلتكس
- اريك بوجوسيان في دور أرنو، شقيق هاورد
- كيث ويليامز ريتشاردز في دور فيل، رجل أعمال أرنو
- جود هيرش في دور جوي، والد زوجة هوارد
- مايك فرانسيسا في دور غاري , وكيل مراهنات
- نوا فيشر في دور مارسيل راتنر، ابنة هاورد
- جوناثان أرانبايف في دور إدي راتنر، الابن الأكبر لهوارد
- جاكوب إيجيلسكي في دور بني راتنر، ابن هوارد الأصغر
- وين دايموند في دور وين، مقامر ثري يأخذ إعجاب جوليا
- جوش أوستروفسكي دور نوح
- بينجي كلاينر في دور هارون
- بوم كليمنتيف بدور لكزس
- تومي كومينيك في دور نيكو
- كيرين شيميل دور إيلين جولدفارب
- ساهار ببيان باسم إيدا
- لانا ليفيتين في دور روث

## روابط خارجية
- مقالات تستعمل روابط فنية بلا صلة مع ويكي بيانات